# Quercus jackiana
Quercus jackiana är en bokväxtart som beskrevs av Camillo Karl Schneider. Quercus jackiana ingår i släktet ekar, och familjen bokväxter. Inga underarter finns listade.